# Karl Bellenberg
Karl Wilhelm Bellenberg (* 30. Oktober 1944 in Heggen (Finnentrop)) ist ein deutscher Elektroingenieur, Germanist und Musikwissenschaftler.

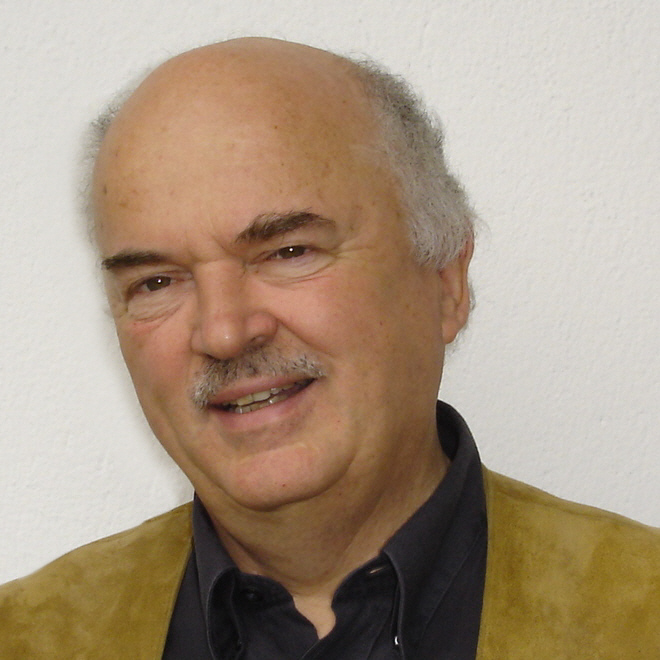
Karl Bellenberg (2007)

## Leben und Wirken
Karl Bellenberg lebte bis zu seinem 22. Lebensjahr in Essen, wo er die katholische Volksschule in Bredeney, das staatliche Burggymnasium und das mathematisch naturwissenschaftliche Helmholtz-Gymnasium besuchte, an dem er 1966 das Abitur ablegte. Im Alter von sieben Jahren erhielt er seinen ersten Klavierunterricht, wechselte mit 17 Jahren zur Orgel und erhielt mit 19 Jahren Kompositionsunterricht bei Peter Bares.
Bellenberg begann 1966 ein Studium als Toningenieur am Düsseldorfer Robert-Schumann-Konservatorium. Er wechselte im selben Jahr an die RWTH Aachen zur Elektrotechnik, Fachrichtung Nachrichtentechnik und schloss dort sein erstes Studium 1972 mit dem Diplom (TH) ab. In dieser Zeit arbeitete er am Studio für Elektronische Musik des WDR Köln.
Seine berufliche Laufbahn begann er 1972 als Elektroingenieur bei den Hoesch-Hüttenwerken in Dortmund und arbeitete als Betriebsingenieur in der Ingenieurabteilung der elektrotechnischen Erhaltungsbetriebe an zahlreichen Optimierungen der elektrotechnischen und Automationsanlagen des gesamten Werkskomplexes. Er übernahm 1977 diese Abteilung sowie die Weiterbildung junger Elektroingenieure. Hinzu kam die Lenkung und wissenschaftliche Betreuung einiger industrieller Forschungsprojekte mit Hochschulen. Er war für den Verein Deutscher Eisenhüttenleute (VdEH) maßgeblich an der strategischen Einführung von Speicherprogrammierbaren Steuerungen (SPS) in der deutschen Stahlindustrie beteiligt und wirkte in Normengremien der Deutschen elektrotechnischen Kommission (DKE/DIN).
In den Jahren 1984 bis 1988 leitete Bellenberg den Bereich Systemtechnik und -engineering beim mess- und regelungstechnischen Unternehmen Hartmann & Braun in der Verantwortung von Großprojekten der Prozessleittechnik. 1988 wechselte er zum internationalen Industrieanlagenbau Krupp Industrietechnik GmbH und leitete dort als Handlungsbevollmächtigter die Bereiche Elektrotechnik, Energietechnik und Automation in Gesamtverantwortung für komplette elektrotechnische Ausrüstungen von Industrieanlagen weltweit. Bei der AEG war er in den Jahren 1989 bis 1998 Leiter der Projektierung und Abwicklung von Großprojekten der Automatisierungstechnik.
Nach Eintritt in den Ruhestand nahm Bellenberg 2006 ein Studium der Musikwissenschaften an der Universität zu Köln auf, das er ab 2008 um die Germanistik zum Vollstudium erweiterte. Nach Studienabschluss begann er 2014 einen Promotionsstudiengang, der 2019 mit einer Prädikatspromotion über Else Lasker-Schüler, ihre Lyrik und ihre Komponisten abgeschlossen wurde.
Bellenberg ist seit 2012 Mitglied im Vorstand der Else-Lasker-Schüler-Gesellschaft Wuppertal. Er ist mit der Kinder- und Jugend-Psychotherapeutin Inge Bellenberg verheiratet, mit der er zwei Kinder hat.

## Forschung
Seine Forschungen über Kompositionen zu Texten der Dichterin Else Lasker-Schüler und über ihre Lyrik führten zu zahlreichen Kontakten und Schriftwechseln mit zeitgenössischen Komponisten, wie Dieter Schnebel, Toshio Hosokawa, Luca Lombardi, Staffan Storm und Rachel Galinne mit Besprechungen zahlreicher Werke sowie mit Kulturschaffenden, etwa mit Ulrich Eckhardt (Berliner Festspiele). Bellenbergs Untersuchungen zur Musikalität der lyrischen Sprache der Dichterin setzten neue Akzente in der Lasker-Schüler-Forschung. Seine 2019 veröffentlichte Forschungsarbeit (Dissertation), die weltweit Beachtung findet, ist vertreten in allen Musikhochschulen und etlichen Universitäten Deutschlands, Österreichs und der Schweiz, diversen Nationalbibliotheken sowie in bedeutenden Instituten, darunter das Leo Baeck Institut, die Paul-Sacher-Stiftung, das Deutsche Literaturarchiv Marbach und Yad Vashem sowie das Else-Lasker-Schüler-Archiv in der Israelischen Nationalbibliothek.
In seinem Geleitwort zu Bellenbergs Werk schrieb der Germanist und Mitherausgeber der kritischen Ausgabe Else Lasker-Schüler. Werke und Briefe, Norbert Oellers, im Juni 2019: 

„Die vorliegende Arbeit wird sich in kurzer Zeit als Standardwerk der Forschung über Else Lasker-Schüler, der angesehensten deutschsprachigen Lyrikerin des 20. Jahrhunderts, erweisen. Die Arbeit ist ein dringend gewünschtes Supplement der elf-bändigen Kritischen Ausgabe der Werke der Dichterin. Sie wird vermutlich die wichtigste wissenschaftliche Arbeit über sie in diesem Jahr, 150 Jahre nach ihrer Geburt, sein; denn die beschriebenen Kompositionen (es sind über 1800 Werke von über 400 Komponisten) lassen sich in vielen Fällen als Interpretationen der lyrischen Texte betrachten, die den Horizont des Verstehens ‚bloßer’ Literaturforscher erweitern können.“

Bellenberg schuf das weltweit größte Archiv von Else-Lasker-Schüler-Kompositionen. Gelistet sind 2.000 Partituren und 600 Tonaufzeichnungen von über 450 Komponisten. Daraus entwickeln sich unter anderem neue Konzerte und Liederabende sowie Vorträge. Die Forschungsunterlagen nebst Notensammlung wurden vom Deutschen Literaturarchiv Marbach e.V. (DLA) der großen Else-Lasker-Schüler-Sammlung angegliedert. Das Archiv steht Wissenschaftlern und Musikern zur Verfügung.

## Publikationen (Auswahl)

### Bücher
- Eine musikalische Analyse von Robert Schumanns "Zwielicht" op. 39 Nr. 10. Studienarbeit. Grin, 2011, ISBN 978-3-640-85116-4.
- J. S. Bach: Die Kunst der Fuge. Grin, München 2012, ISBN 978-3-656-17009-9.
- Olivier Messiaen: »La Transfiguration de Notre-Seigneur Jésus-Christ«. Mit einer Detailanalyse des I. und III. Satzes. Grin, 2012, ISBN 978-3-656-61056-4.
- Ludger Brümmer: De la Nuit (1999). Eine musikwissenschaftliche Analyse. Grin, 2014, ISBN 978-3-656-61054-0.
- Heinrich Schütz. Italienische Madrigale op. 1. mit einer Detailanalyse des Madrigal Nr. 18 "Giunto è pur, Lidia." Semesterarbeit. Unter Mitarbeit von Dieter Gutknecht. Grin, 2014, ISBN 978-3-656-61714-3.
- Olivier Messiaens oratorium, La Transfiguration de Notre-Seigneur Jesus-Christ: mit einer Detailanalyse des III. Satzes. Grin, 2014, ISBN 978-3-656-61056-4.
- Olivier Messiaen: Quatuor pour la Fin du Temps. Eine Werkeinführung. Grin, 2014, ISBN 978-3-656-61055-7.
- Else Lasker-Schüler, ihre Lyrik und ihre Komponisten. Zugl. Dissertation Universität zu Köln 2019, wvb Wissenschaftlicher Verlag, Berlin 2019, ISBN 978-3-96138-132-6.[16]
- 25 Interpretationen zu Gedichten von Else Lasker-Schüler. Selbstverlag, 2019 (Website des Autors).

### Artikel und Beiträge
Elektrotechnik
- Möglichkeiten der Fehlerermittlung in speicherprogrammierten Steuerungen (SPS) mit Hilfe integrierter Diagnoseprogramme. In: Stahl und Eisen. 103, Ausgaben 8–12, 1983, S. 21 (Snippet online).

Musik
- »Jacques Lenot - Portrait eines französischen Lasker-Schüler-Komponisten.« In: Jahn, Hajo (Hg.): Ich suche allerlanden eine Stadt. Sanary-sur-Mer - Paradies wider Willen. Wuppertal: Hammer (Else-Lasker-Schüler-Almanach, 14) 2022, S. 185–201, ISBN 978-3-7795-0692-8
- »Untiefen und Überraschungen« Lutz-Werner Hesses Quintett für Horn, zwei Violinen, Viola und Violoncello op. 84. In: die beste Zeit. Das Kulturmagazin im Bergischen Land 02/2022, S. 42–45. ISSN 18695205.
- Lutz-Werner Hesses „Quintett für Horn, zwei Violinen, Viola und Violoncello op. 84.“ In: die beste Zeit, H. 2/2022: Schwebetal-Verlag Wuppertal, S. 26–29. (online)
- »Ich habe dich gewählt...« Lutz-Werner Hesses Sinfonisches Gedicht op. 82 Hommage an die Dichterin Else Lasker-Schüler. In: Die Tonkunst. Jan. 2022, Nr. 1, Jg. 16, S. 61–69.[17]
- »O, meine Seele war ein Wald.« Kompositionen zur Lyrik von Else Lasker-Schüler. In: Neue Zeitschrift für Musik, H. 1/2021, S. 54–57.[18]
- »Die Musikalität in der Lyrik Else Lasker-Schülers.« In: Jahn, Hajo (Hg.): Meinwärts - das Herz der Avantgarde. 13. Wuppertal: Hammer (Else-Lasker-Schüler-Almanach, 13) 2020, S. 322–353, ISBN 978-3-7795-0657-7.
- Lebendigkeit und Reichtum an Klangfarben. In: Neue Musikzeitung. Nr. 6, 30. März 2014 (online).
- »Maschentausendabertausendweit. Else Lasker-Schüler und ihre Komponisten, Forschungsstand 2013«. In: Jahn, Hajo (Hg.): »Was tun Sie da… in Wien?« Wuppertal: Hammer (Else-Lasker-Schüler-Almanach, 10) 2013, S. 331–359. ISBN 978-3-7795-0481-8.